# 石見窯業
石見窯業株式会社（いわみようぎょう）は島根県江津市に拠点を置いていた石州瓦の製造・販売などを行っていた会社である。

## 事業所
- 本社
  - 島根県江津市二宮町神主イ1962番地1

## 沿革
- 1948年 設立。
- 1993年6月25日 石央セラミックス協同組合の設立に参加。
- 1999年1月29日 石央瓦販売の設立に参加。
- 2008年 破産。石央セラミックス協同組合への出資口数全部を石央瓦販売に譲渡[1]